# Spondylus crassisquama
La ostra espinosa del Pacífico (Spondylus crassisquama, antes Spondylus princeps), es una especie de moluscos bivalvos de la familia Spondylidae.

## Taxonomía
Spondylus crassisquama fue descrita bajo ese nombre por primera vez por el naturalista francés Jean-Baptiste Lamarck y publicada en Histoire naturelle des Animaux sans vertèbres 6: 191 en 1819.

#### Etimología
Spondylus: nombre genérico que deriva de la palabra griega: spondylos, que significa 'vértebra', por las espinas en los caparazones en las especies del género.

#### Sinonimia
- Spondylus basilicus Reeve, 1856[4]
- Spondylus dubius Broderip, 1833
- Spondylus princeps Broderip, 1833